# Psammodesmus calius
Psammodesmus calius är en mångfotingart som först beskrevs av Chamberlin 1952.  Psammodesmus calius ingår i släktet Psammodesmus och familjen Platyrhacidae. Inga underarter finns listade i Catalogue of Life.